# Ošupis
Ošupis (žemaitsky Uošopis, lotyšsky Ošupe) je 5,4 km dlouhý potok v Klaipėdském kraji na západě Litvy. Spolu s potoky Rąžė, Rikinė, Cypa a Tydeka náleží k pětici malých přímých přítoků Baltského moře (tj. toků 1. řádu), které spolu s pěticí velkých řek (Němen, Lielupe, Venta, Daugava a Pregola) odvodňují území Litvy. Ošupis pramení na hranici čtvrtí Kontininkai a Vanagupė města Palanga; v lesíku jménem Kopų miškas v nadmořské výšce 5,7 m n. m.; na svém horním toku však ještě nese jméno Vanagupė, a to až po soutok s bezejmenným pravostranným přítokem, jenž vytéká z vodní nádrže Kunigiškių tvenkinys (v jeho povodí jsou v bezprostřední blízkosti další dvě vodní nádrže po vytěženém písku, se shodným názvem) a je jeho nejvýznamnějším zdrojem vody. Ošupis, Rąžė a Šventoji jsou jedinými vodními toky prvního řádu na území městského okresu Palanga (vodní toky druhého řádu zde jsou Kaniavosis, Žiogupis, Darba a Kaņava/Kaniava).

## Název
Název Ošupis znamená hučící/šumící/burácející potok (složenina z ošti = šumět, šustit, hučet, burácet, bouřit a upė = řeka).
Podle Vanagupė se jmenuje městská čtvrť v severní části Palangy,[zdroj?] stejný název nese také ulice (Vanagupės gatvė, Vanagupėská ulice) a hotel. Ošupio takas („stezka Ošupisu“) je název ulice náležící do jižní části lázní Šventoji, kterou spojuje s částí Užkanavė, kde je most přes potok Ošupis. Podle potoka Ošupisu se jmenuje také jeden z hotelů ve Šventoji.

## Průběh toku

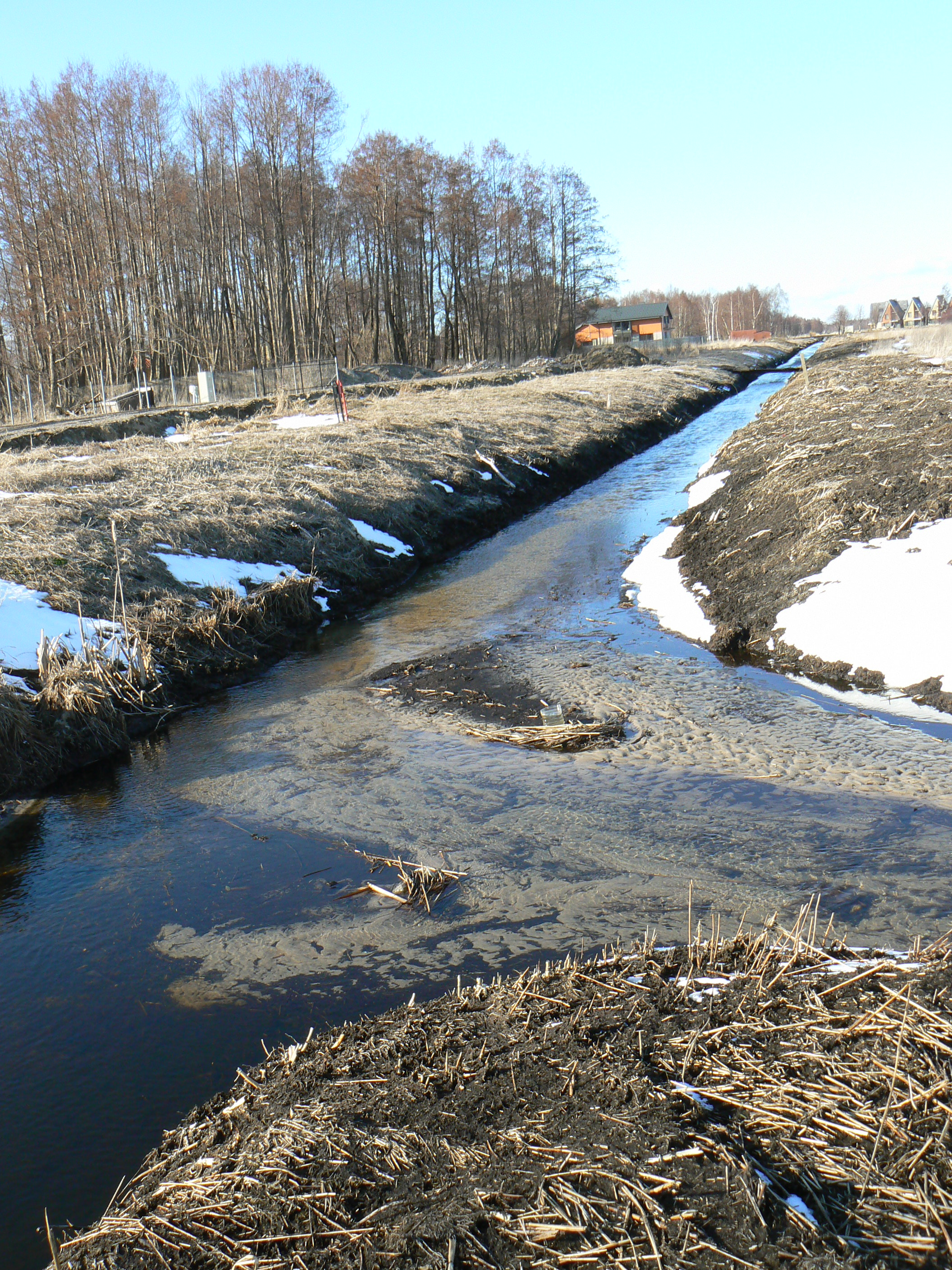
Místo soutoku s pravým přítokem, odkud se Vanagupė jmenuje Ošupis

Pramení na severním okraji města Palanga, na hranici čtvrtí Kontininkai a Vanagupė města Palanga, v lesíku jménem Kopų miškas v nadmořské výšce 5,7 m. Teče zpočátku severním směrem, aby se u vsi Užkanavė, v lese jménem Paliepgirių Durpyno miškas, stočil k západu, a 0,44 km po soutoku s potokem Kaniavosis se vlévá do Baltského moře v katastru vesnice Užkanavė.

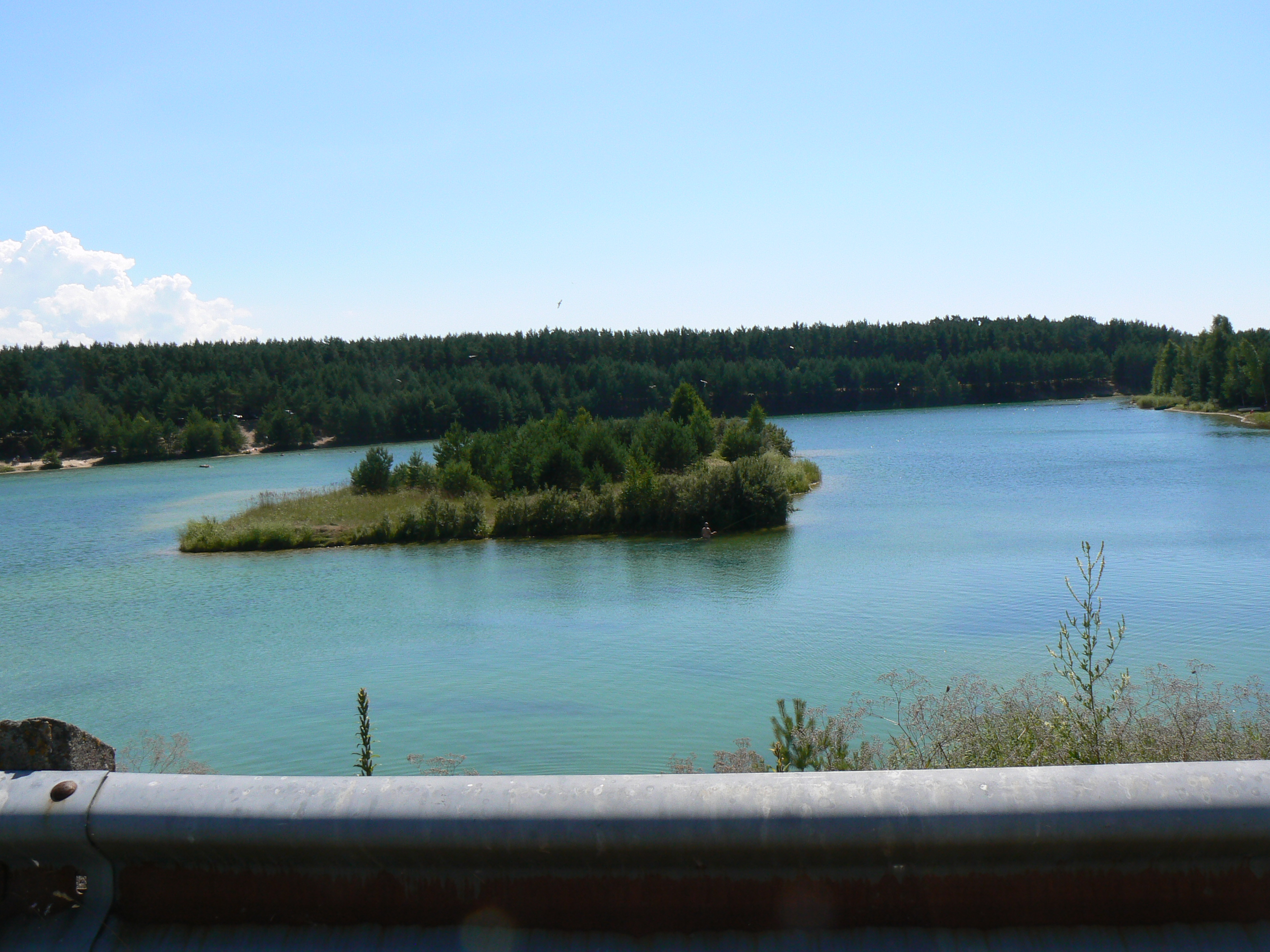
Jezero Kunigiškių tvenkinys je nejdůležitějším zdrojem vody v Ošupisu prostřednictvím bezejmenného potoka

Šířka koryta se pohybuje v rozmezí několika desítek centimetrů (část s názvem Vanagupė), až po 2–3,5 metry. Hloubka se pohybuje mezi 0,2 a 0,8 metry, místy přesahuje i 1 metr. Průměrný spád je 1,06 ‰. Dno je místy písčité (velmi jemný písek), místy jílovité, s příměsí sapropelu a rašeliny, bahnité. Naprostá většina toku je regulována, na přelomu let 2011 a 2012 bylo koryto vyčištěno.

### Přítoky
- Kaniavosis (pravostranný, délka: 2,1 km, vlévá se 0,44 km od ústí v lese Paliepgirių Durpyno miškas) a další 4 levostranné a 4 pravostranné (jeden z nich vytéká z nádrže Kunigiškių tvenkinys) nevýznamné přítoky, některé z nich rozvětvené.[21]

## Stav potoka

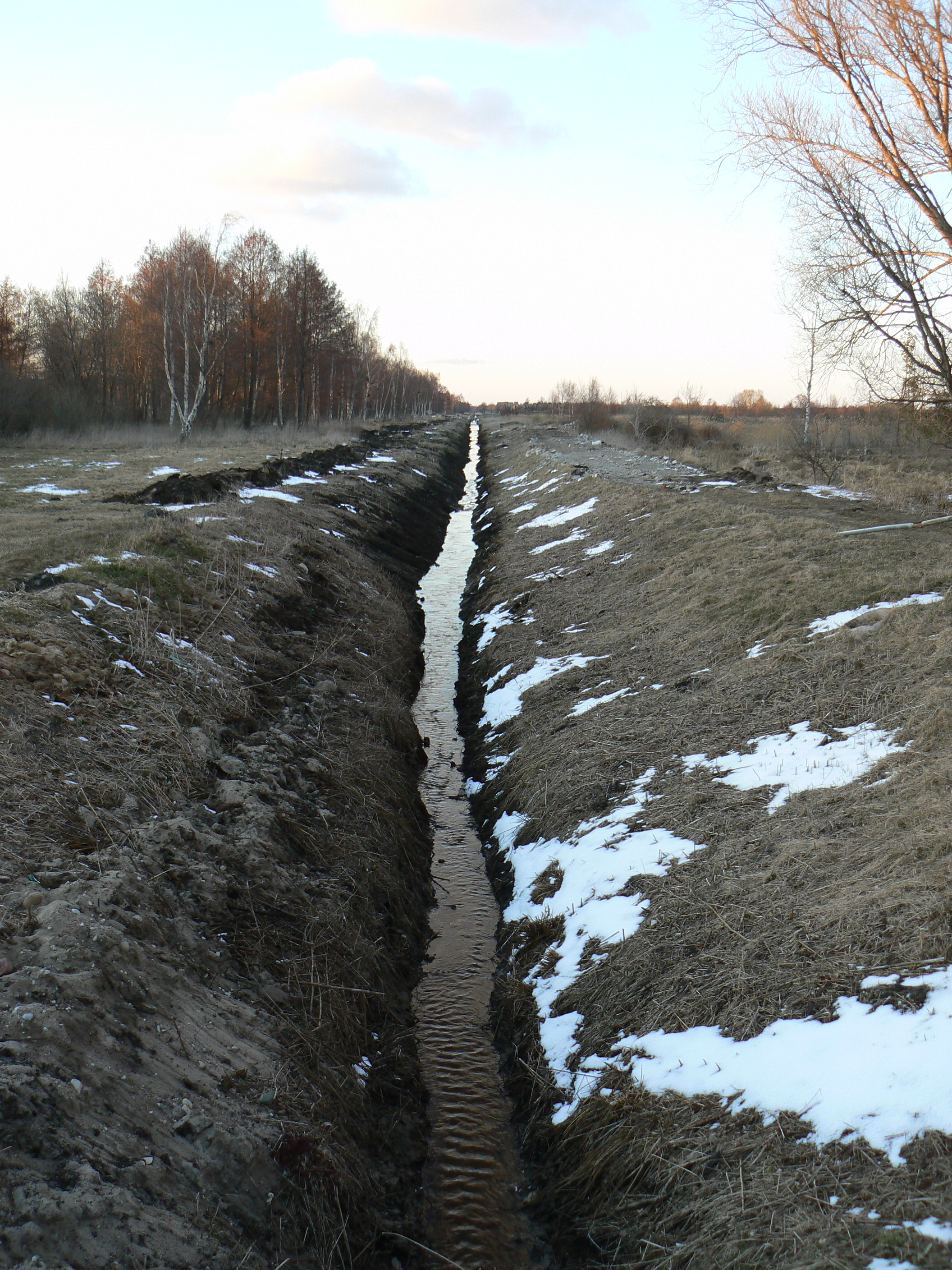
Upravená Vanagupė

Kvalita vody v roce 2010 neodpovídala normám, především kvůli antropogenním vlivům. Celkový ekologický stav potoka byl v letech 1999 až 2005 vylepšen investičními projekty ekologické obnovy. Znečištění díky těmto akcím kleslo, ale stále bylo vysoké a mělo přímý vliv na stav Baltského moře v okolí ústí potoka, na kvalitu vody v moři a čistotu pláží.
Břehy a koryto samé trpěly dlouhodobě rozbujelou nadbytečnou vegetací, zejména rákosím a orobincem, což mělo za následek nadměrné zabahnění, a tím i zhoršování ekologického stavu a využití vodního toku pro rekreační účely. Situaci začal řešit městský úřad Palangy u Ošupisu, Rąžė a Žiogupisu s pomocí dotací z fondů Evropské unie. Protože financování není dostatečné, probíhá od konce roku 2011 (s největším objemem prací v zimě mezi lety 2011 a 2012) etapové/opakované čištění a další sanace převážně jen u Ošupisu. K počátku roku 2014 není dokončen již jen zanedbatelný úsek toku. Celková výše projektu se před zahájením předpokládala 362 473 Lt, z toho výše evropské dotace činila 326 226 Lt, což odpovídá tehdejším 2 579 720 Kč resp. 2 321 750 Kč.
Při neobvyklém suchu v polovině července roku 2006, jaké obyvatelé Palangy a jejího okolí nepamatují, potok Ošupis vyschnul, v jeho korytě jen místy zůstaly bahnité kaluže.

## Stav pobřeží poblíž ústí do moře

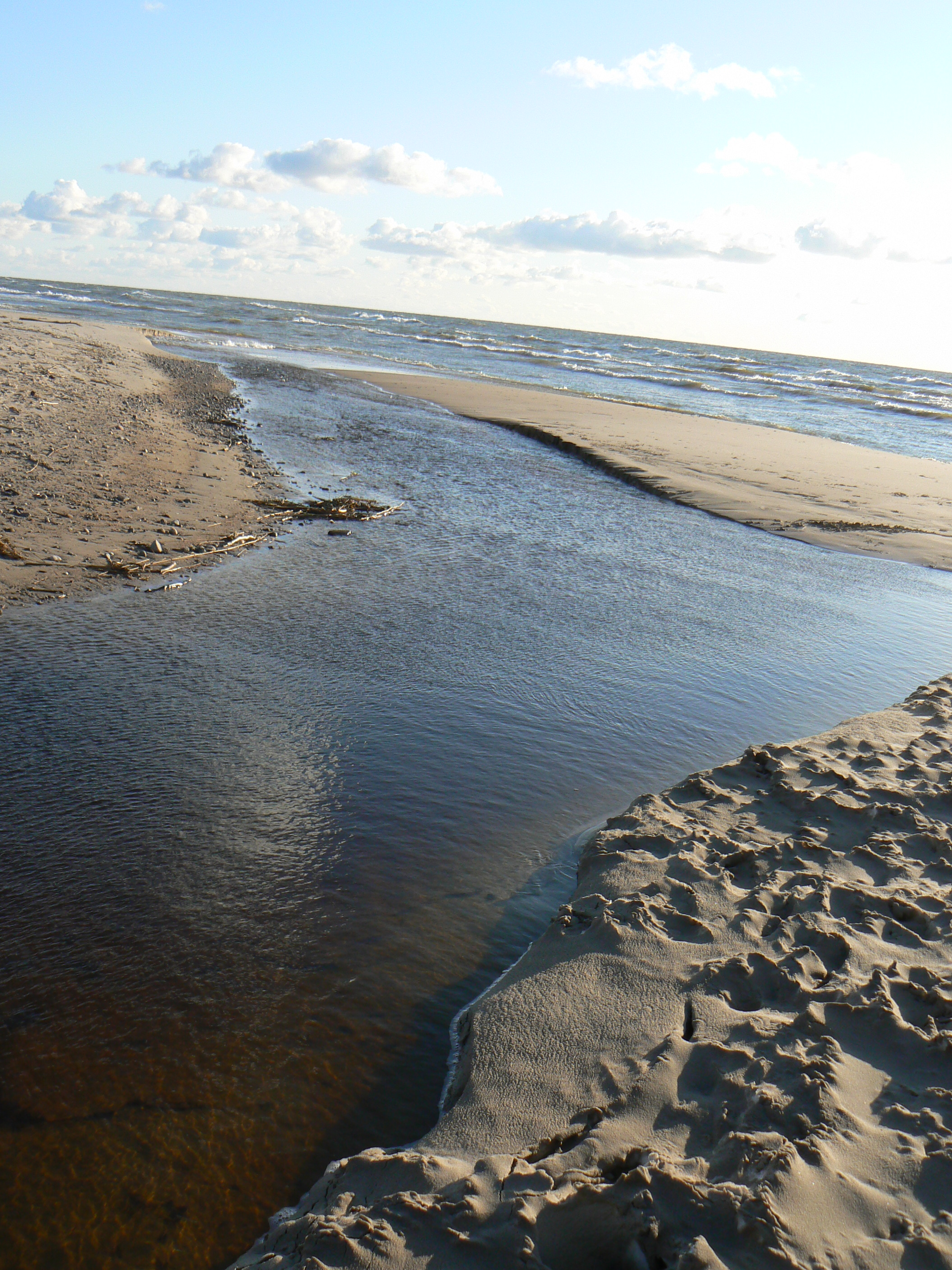
Ústí Ošupisu do Baltského moře

V období od roku 1993 do roku 2004 celé pobřeží Litvy erodovalo, s výjimkou Kurské kosy, kde naopak materiál přibýval. Po uragánu v roce 1999 bylo zaneseno ústí Ošupisu do moře pískem. Zanášení a eroze pokračovaly také v letech 2002–2004, kdy byla v souvislosti se změnami globálního klimatu zvýšená cyklónová aktivita. Kvůli erozi v těchto letech v oblasti ústí potoka do moře ubývalo 2–5 m³ písku ročně na běžný metr pobřeží, jak z pláží, tak z ochranných dun.

## Flora a fauna

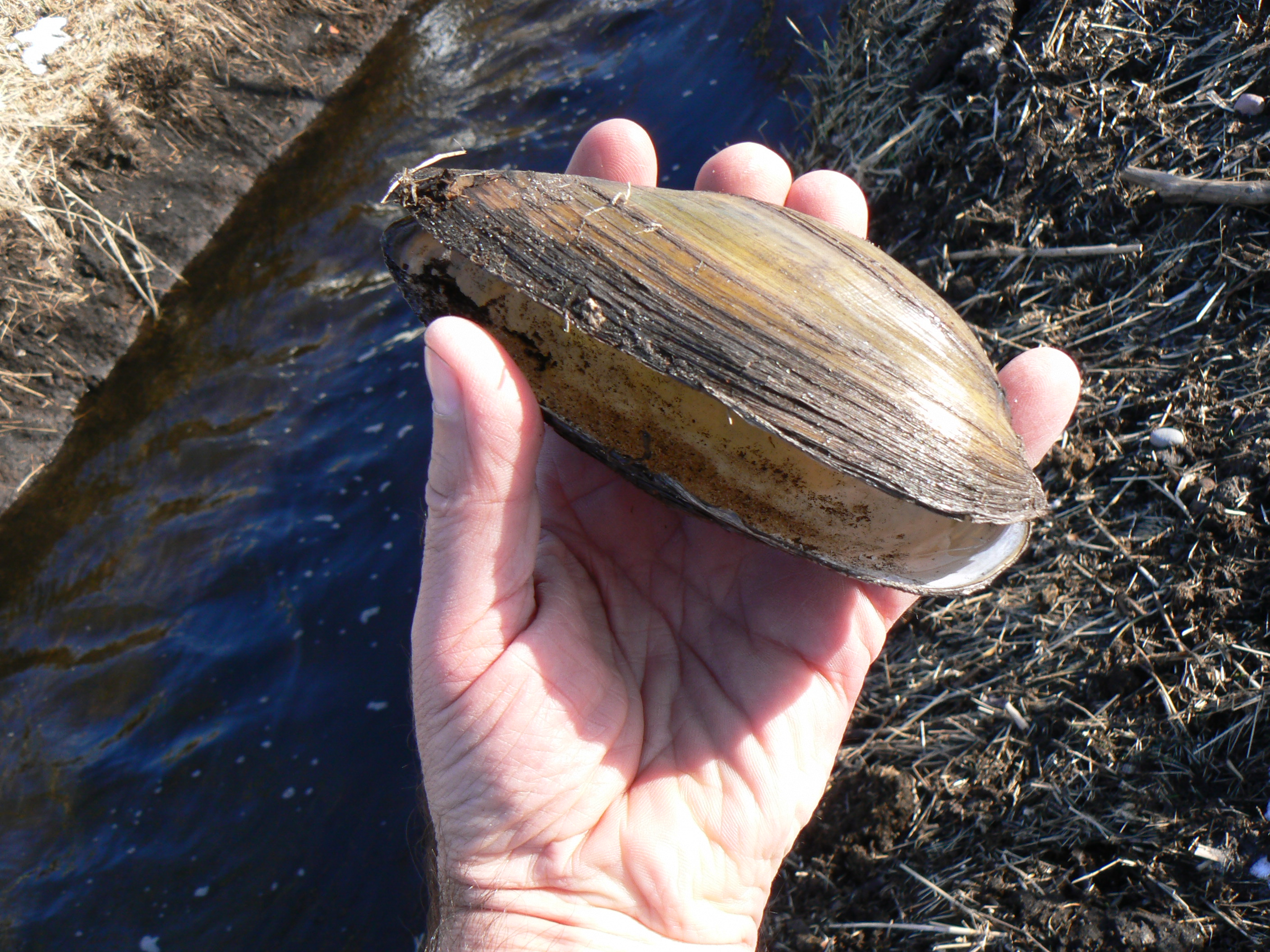
Velevrub z Ošupisu

Ošupis je ekologicky důležitý okrsek migrujících a zimujících ptáků. V okolí hnízdí různé druhy vodního ptactva, nejčastěji v celé oblasti se vyskytující labutě velké (Cygnus olor) a kachny divoké (Anas platyrhynchos). V potoce žijí velevrubi nadmutí (Unio tumidus).[zdroj⁠?!] Na pravém břehu převládají bažinaté (rašelinné) louky s bohatým porostem rákosí a jiné vlhkomilné flóry. Podle Svajūna Stankuse relativně vyšší výskyt potěru korušek a šprotů v srpnu v oblasti ústí Ošupisu způsobuje relativně nižší počty platýsů.

## Turistika

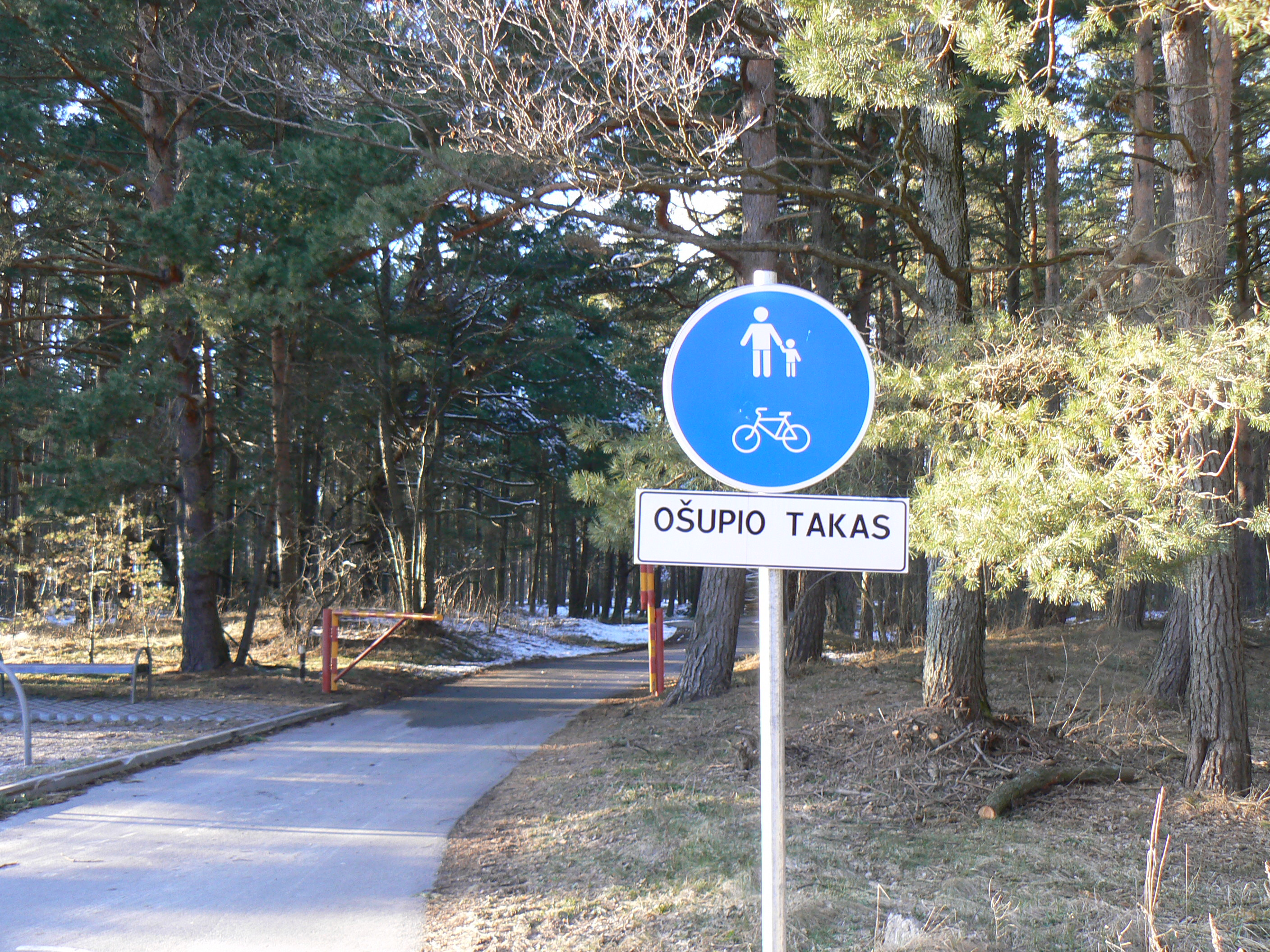
Cyklostezka v ulici Ošupio takas (Ošupská stezka)

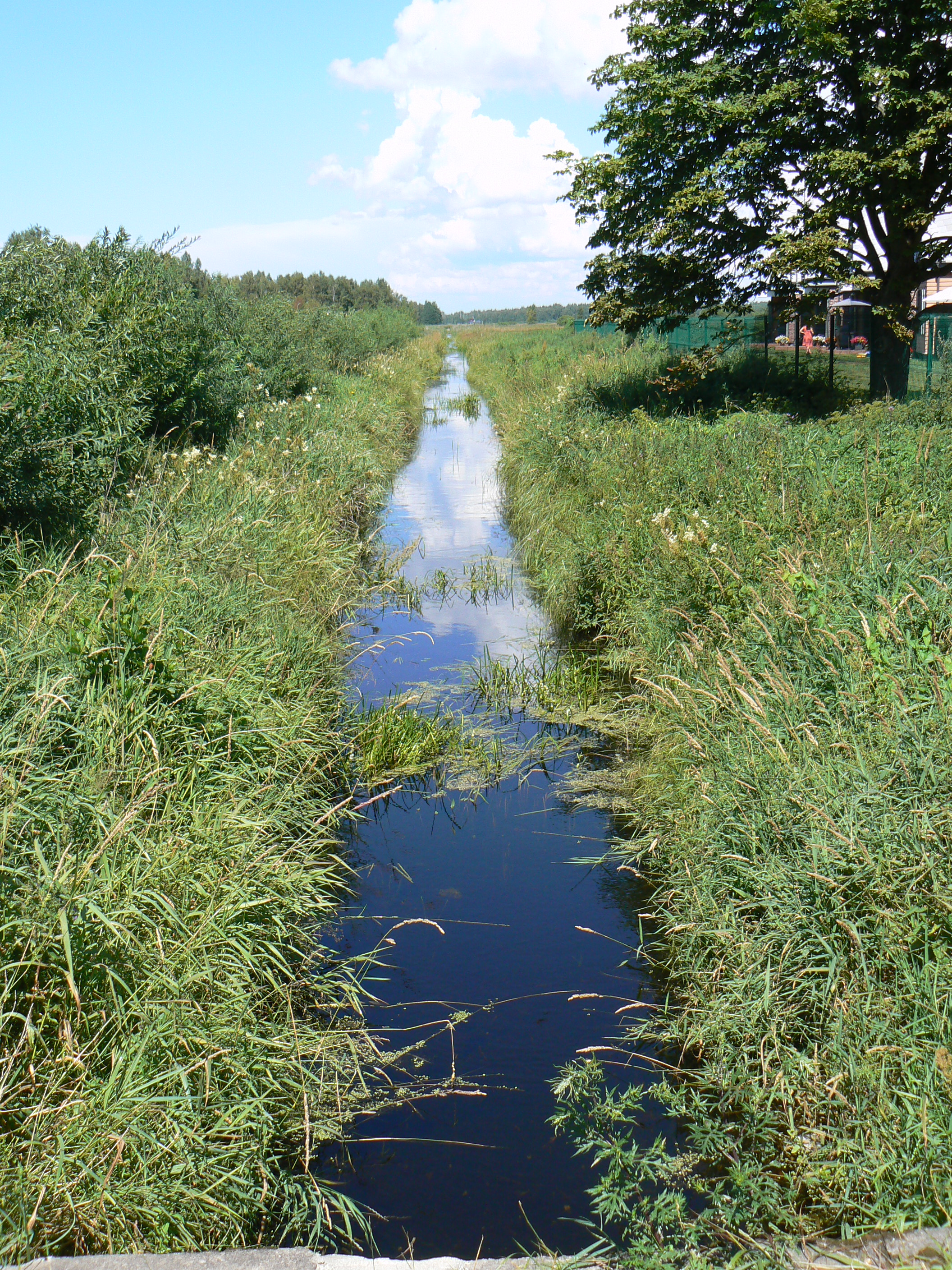
Ošupis po proudu v létě (z ulice Kunigiškių)

Celá oblast, včetně vesnice Užkanavė lemující většinu levého břehu potoka je silně poznamenána turismem a poskytováním ubytovacích služeb nejrůznějšího typu. Potok je tak důležitý pro sociální rozvoj obyvatel a pro turistiku, která se rozvíjí vysokým neregulovaným tempem, což je pro stav potoka riziko. V letech 2000 až 2010 se počet rekreačních objektů mezi Šventoji a Ošupisem zdvojnásobil.
Při ústí potoka, které se nachází na jedné z nejlepších a nejširších pláží celé této turistické oblasti, je stejnojmenné odpočívadlo č. 6 cyklostezky Kuršių kelias (Kurská cesta), kde se dá koupat na pláži. Trasa tu má napojení na přímořskou pobřežní cyklostezku Šventoji – Palanga. Okolí ústí potoka je vhodné pro další rozvoj turistického ruchu vzhledem k rozvinuté dopravní infrastruktuře a vhodnosti místa pro zřízení přístavu pro turistické loďky.